# 모하메드 라피
모하메드 라피(힌디어: मोहम्मद रफ़ी, 펀자브어: ਮੁਹੰਮਦ ਰਫ਼ੀ, 영어: Mohammed Rafi, 1924년 12월 24일 ~ 1980년 9월 31일)는 인도의 영화 플래이백 가수였다. 그는 인도 아대륙에서 가장 위대하고 영향력 있는 가수 중 한 명으로 여겨지고 있다. 라피는 그의 다재다능함과 다양한 음색으로 유명했다. 그의 노래는 빠른 페피 숫자에서부터 애국적인 노래, 슬픈 노래, 매우 낭만적인 노래, 카왈리와 가잘 그리고 바쟌에서 고전 노래까지 다양했다. 그는 영화에서 스크린에서 그 노래를 립싱크하는 배우의 성격과 스타일에 목소리를 맞추는 능력으로 유명했다. 그는 네 개의 필름페어상과 한 개의 국가 영화상을 받았다. 1967년, 그는 인도 정부에 의해 파드마 슈리 상을 수상하였다. 2001년, 라피는 히어로 혼다와 스타더스트 잡지에 의해 "밀레니엄 최우수 가수"이라는 칭호를 받았다. 2013년, 라피는 CNN-IBN의 투표에서 힌두 시네마에서 가장 위대한 목소리에 뽑혔다.
그는 비록 주로 우르두어와 펀자브어에서였지만, 1,000편이 넘는 힌디어 영화를 위해 노래를 녹음했고 외국어는 물론 많은 인도어로 노래를 불렀다. 그는 많은 언어로 7,405곡의 노래를 녹음했다. 그는 콘칸어, 아삼어, 보지푸리어, 오리야어, 펀자브어, 벵골어, 마라티어, 신드어, 칸나다어, 구자라트어, 타밀어, 텔루구어, 마가히어, 마이틸어 등 많은 인도 언어로 노래했다. 인도 언어 외에도, 그는 또한 영어, 페르시아어, 아랍어, 싱할라어, 크리올, 네덜란드어를 포함한 많은 외국어로 노래를 불렀다.

## 뭄바이(당시 봄베이)에서의 초기 경력
라피는 1944년 마하라슈트라주 봄베이(현 뭄바이)로 이주했다. 그와 하메드 사합은 벤디 바자르 시내의 10피트짜리 방을 빌렸다. 시인 탄비르 나크비는 그에게 압두르 라시드 카르다르, 메흐부브 칸, 배우 겸 감독인 나지르를 포함한 영화 제작자들을 소개했다. 샤이암 선더는 봄베이에 있다가 라피에게 G. M. 두라니와 듀라니에게 "Aji dilhokaabumin to dildarkiaisi..."라는 듀엣곡을 부를 기회를 제공했는데, 《가온 키 고리》는 힌두 영화에서 라피의 첫 번째 녹음된 곡이 되었다. 다른 노래들도 이어졌다.

## 사망
모하메드 라피는 1980년 7월 31일 오후 10시 25분 55세의 심장마비로 사망했다. 라피가 마지막으로 부른 노래는 영화 아스 파스를 위한 노래였다. 한 소식통은 사망 몇 시간 전에 녹음된 "Shaam Phir Kyun Udaas Hai Dost / Tu Kahin Aas Paas Hai Dost"였다고 말하고, 다른 소식통은 같은 영화의 "Shehar mein charcha hai"라고 말했다.
라피는 주후 무슬림 공동묘지에 안장되었고 그의 장례식은 1만 명이 넘는 사람들이 그의 장례식에 참석했기 때문에 인도에서 가장 큰 장례 행렬 중 하나였다. 인도 정부는 그를 기리기 위해 이틀간의 공개 애도 행사를 발표했다.
2010년, 마두발라와 같은 많은 영화 산업 예술가들과 함께 라피의 무덤은 새로운 무덤을 위한 공간을 만들기 위해 파괴되었다. 그의 탄생과 사망 기념일을 맞아 매년 두 차례 그의 무덤을 찾는 모하메드 라피의 팬들은 그의 무덤에서 가장 가까운 코코넛 나무를 표식으로 사용한다.

## 사생활
라피는 두 번 결혼했는데, 그의 첫 번째 결혼은 그의 사촌인 바시라 비비와의 결혼이었다. 그의 첫 번째 부인이 인도의 분할 폭동 당시 부모를 살해한 후 인도에서 살기를 거부하고 파키스탄 라호르로 이주하면서 결혼 생활은 끝났다. 그의 두 번째 결혼은 빌키스 바노와의 결혼이었다.
라피는 아들 넷과 딸 셋을 두었다. 라피는 장남 사에드가 초혼이다. 라피의 취미로는 배드민턴, 까롬, 연날리기 등이 있다.
라피의 아들 샤히드가 쓴 책 《모하메드 라피 보이스 오브 어 네이션》에 따르면, 라피는 평생 동안 항상 겸손하고, 사심 없고, 자존심 없고, 헌신적이고, 신을 두려워하며, 가족을 사랑하는 신사로 남아 있는 매우 온화한 평온한 품위였다고 한다. 라피는 빈손으로 만난 사람을 돌려보내지 않는 것으로 알려졌으며, 그는 사회에 공헌했고 그의 자선활동과 주목할 만한 행동으로 사람들을 도왔다.